# Lions Clubs International
Il Lions International è un'associazione filantropica fondata nel 1917.
Si compone di service club i cui soci devono essere maggiorenni e godere di buona reputazione nella comunità di cui fanno parte e sono associati per invito. Il motto dell'associazione è "We serve" (in italiano "Noi siamo al servizio").
I club si riuniscono almeno due volte al mese ed eleggono gli "officers" annualmente. L'Associazione è diretta da un consiglio d'amministrazione internazionale. Ogni anno si tiene un incontro internazionale, al quale partecipano oltre 20.000 persone.
La branca giovanile dei Lions è denominata Leo club.

## Storia
L'associazione del Lions Clubs International fu promossa da Melvin Jones, un giovane dirigente di Chicago che lavorava presso una compagnia di assicurazione e nel 1913 ne fondò una propria. Massone, socio di un'associazione professionale rivolta alla crescita del benessere economico dei propri soci (il Club of business men of Chicago) di cui era segretario, Jones riteneva invece che fosse necessario adoperarsi per migliorare le proprie comunità ed anche il mondo nella sua globalità.
Il Business Circle di Chicago accolse le idee di Jones e contattò altri gruppi simili degli Stati Uniti. Il 7 giugno 1917 a Chicago si tenne una riunione organizzativa e fu fondata un'associazione tra i circoli partecipanti. Il nuovo gruppo prese il nome di uno di essi, e divenne "Associazione dei Lions Clubs". A ottobre fu organizzato a Dallas il primo congresso nazionale, nel quale vennero approvati lo statuto e il regolamento della nuova associazione, decisi i suoi scopi e il suo codice etico: in particolare, secondo le idee di Jones, fu stabilito che "nessun club dovrà avere quale obiettivo il miglioramento delle condizioni finanziarie dei propri soci".
Nel 1920 fu fondato un Lions Club in Canada e l'associazione divenne internazionale.
Nel 1925 nella convention internazionale dell'associazione a Cedar Points (Ohio, USA) Helen Keller, la scrittrice e attivista sordo-cieca, li invitò a divenire "cavalieri dei non vedenti nella crociata contro le tenebre" e da quel momento l'associazione si impegnò a favore dei non vedenti.
Dal 1945 collaborò con le Nazioni Unite per il settore delle organizzazioni non governative.
Durante gli anni cinquanta e sessanta si espanse in Asia, Europa e Africa. L'associazione è cresciuta fino ad avere circa 1,4 milioni di soci tra uomini e donne in oltre 49.000 club di circa 202 paesi ed aree geografiche (dati aggiornati si possono reperire sul sito ufficiale dell'associazione che li ricava direttamente dal database degli iscritti).
Nel 1950 venne creato il primo Lions Club di lingua italiana a Lugano (Svizzera, nazione cui si devono anche gli albori del lionismo di lingua tedesca e francese). Nel 1951 venne creato da Oskar Hausmann il primo Lions Club italiano a Milano. Il primo presidente fu Mario Boneschi.
Nel 1968 venne fondata la Lions Clubs International Foundation (LCIF) con lo scopo di supportare più efficacemente la missione del Lions Clubs International nella erogazione dei servizi e dei progetti umanitari su larga scala.
Una tappa importante della storia dei Lions fu la convention del 5 luglio 1987 a Taipei in cui venne votata con grande maggioranza la fine della discriminazione delle donne nella partecipazione attiva al club. Fino ad allora infatti le donne, pur potendo partecipare ai servizi erogati dai Lions, non avevano diritto di voto e non potevano accedere alle cariche dell'organizzazione.
Il 15 luglio 1994, nella convention tenutasi a Phoenix in Arizona, venne eletto presidente del Lions Club International l'italiano Giuseppe (Pino) Grimaldi. Grimaldi, medico siciliano di Enna e fondatore del locale Lions Club nel 1962, è stato il primo, e tuttora unico, italiano eletto ai vertici dell'associazione.
In occasione della convention per il 100º anno dell'associazione, tenutasi a Chicago dal 30 giugno al 4 luglio 2017, è stato eletto presidente il dottor Naresh Aggarwal di Batala nel Punjab (India), che resterà in carica per il periodo 2017-2018.

### Denominazione
Il termine "Lions" nel nome dell'associazione non è un acronimo. Deriva dal nome di una delle Associazioni benefiche che nel 1917, insieme ad altre, diede vita all'attuale Associazione di Servizio. Successivamente fu coniato uno "slogan" utilizzando le iniziali. Lo slogan divenne:  "Liberty, Intelligence, Our Nation's Safety" ("Libertà, intelligenza, sicurezza della nostra nazione").
L'emblema è costituito da una lettera "L" d'oro inscritta in un'area circolare blu con due teste di leone, rivolte una a destra e l'altra a sinistra a simboleggiare la fierezza di quanto fatto in passato e la fiducia nel futuro. La parola "Lions" appare sulla sommità e la scritta "International" sul basso.
Nel gennaio del 1931 la rivista "THE LION" pubblicava questa nota:
"Our name was not selected at random, neither was it a coined name. From time immemorial, the lion has been the symbol of all that was good, and because of the symbolism that name was chosen. Four outstanding qualities – Courage, Strength, Activity and Fidelity – had largely to do with the adoption of the name. The last mentioned of these qualities, Fidelity, has a deep and peculiar significance for all Lions. The lion symbol has been a symbol of Fidelity through the ages and among all nations, ancient and modern".

## Scopi
Lo scopo dell'associazione è quello di permettere ai volontari di servire la propria comunità, di soddisfare i bisogni umanitari e di favorire la pace e promuovere la comprensione internazionale attraverso i club.
L'associazione ha il compito di organizzare i club attivi, concedendo lo status ufficiale di Lions Club, di favorire i legami tra i diversi club, di stabilire le sedi per la discussione di tutti gli argomenti di interesse pubblico, esclusa la politica di parte o le confessioni religiose, e di promuovere gli scopi dell'associazione:
- Organizzare, concedere lo status ufficiale e controllare club di servizio da essere riconosciuti come Lions Clubs.
- Coordinare le attività e standardizzare l'amministrazione dei Lions Clubs.
- Creare e promuovere uno spirito di comprensione fra i popoli del mondo.
- Promuovere i principi di buon governo e di buona cittadinanza.
- Prendere attivo interesse al bene civico, culturale, sociale e morale della Comunità.
- Unire i club con i vincoli dell'amicizia, del cameratismo e della reciproca comprensione.
- Stabilire una sede per la libera ed aperta discussione di tutti gli argomenti di interesse pubblico, con la sola eccezione della politica di parte e del settarismo confessionale.
- Incoraggiare le persone che si dedicano al servizio a migliorare la loro Comunità senza scopo di lucro e promuovere un costante elevamento del livello di efficienza e di serietà morale nel commercio, nell'industria, nelle professioni, negli incarichi pubblici e nel comportamento in privato.

## In Italia
La presenza dei Lions in Italia risale al 19 maggio del 1951 quando, con il patrocinio del Lions Club di Lugano, venne fondato il Lions Club di Milano, da Oscar Hausman uno svizzero residente a Milano. Nel 1953 nacque il distretto unico 108 per l'Italia. Il numero 108 venne assegnato in quanto l'Italia era l'ottavo paese europeo in cui nasceva un club Lions (il primo paese europeo fu la Svezia che infatti porta il numero di distretto 101). Nel 1952 nacquero i Lions Club di Napoli e Torino. Il primo congresso nazionale del distretto 108 si tenne a settembre del 1953 a Firenze e per quella data erano nati altri cinque club: Bergamo, Como, Firenze, Parma e Pescara. Il primo Governatore del distretto 108 fu Mario Boneschi, che nel 1951 era stato il primo presidente del Club Lions di Milano.
Nel 1959 a Rapallo si tenne un importante congresso a cui parteciparono 114 club. In tale occasione fu proposta e approvata la trasformazione del Distretto 108 in Multidistretto.

I 114 club furono pertanto suddivisi in 5 distretti chiamati 108 x, dove x era una delle lettere che formano la parola ITALY.
I 5 distretti erano pertanto:
- 108  I che comprendeva il Piemonte, la Valle d'Aosta, la Liguria e la Lombardia;
- 108 T che comprendeva le tre Venezie e l'Emilia;
- 108 A che comprendeva la Romagna, le Marche, l'Abruzzo, il Molise e le Puglie;
- 108 L che comprendeva il Lazio, la Toscana, l'Umbria e la Sardegna;
- 108 Y che comprendeva la Campania, la Basilicata, la Calabria e la Sicilia.

Negli anni successivi i distretti crebbero rapidamente: diventarono 7 nel 1973, 9 nel 1975, 11 nel 1992 e 17 nel 1994.
Gli attuali 17 distretti sono:
- 108 Ia 1 = Piemonte settentrionale e Valle d'Aosta;
- 108 Ia 2 = Piemonte sud-est e Liguria est;
- 108 Ia 3 = Piemonte Sud Ovest e Liguria Ovest:
- 108 Ib 1 = Lombardia settentrionale;
- 108 Ib 2 = Lombardia orientale;
- 108 Ib 3 = Lombardia Sud Occidentale e parte dell'Emilia (Cremona, Lodi, Pavia, Piacenza);
- 108 Ib 4 = Provincia di Milano;
- 108 Ta 1 = Trentino - Alto Adige parte del Veneto (Verona-Vicenza);
- 108 Ta 2 = Friuli-Venezia Giulia e Veneto Orientale
- 108 Ta 3 = Veneto (Venezia-Padova-Treviso-Rovigo)
- 108 TB = Emilia;
- 108 A  = Romagna, Marche, Abruzzo ed il Molise, lungo la media fascia adriatica;
- 108 AB = Puglia
- 108 L  = Lazio, l'Umbria e la Sardegna;
- 108 LA = Toscana;
- 108 YA = Campania, la Basilicata e la Calabria;
- 108 YB = Sicilia.

## Sport
L'ex Direttore Internazionale del Lions International Roberto Fresia è il presidente onorario di una squadra calcistica nella Repubblica Democratica del Congo: F.C. Lion Club de Kemba. Fresia, personalmente e con il sostegno del Genoa Cricket and Football Club, ha aiutato la squadra fornendole le magliette e palloni in modo che potesse partecipare ai tornei regolarmente. Inoltre, la Lions Club International Foundation (LCIF) con il Lions Club Acqui Terme Host, in collaborazione con la Onlus Need You ed il Lions Club Carpentras (F), ha aiutato l'intero villaggio con la costruzione di una scuola che ora ospita oltre 600 ragazzi della scuola primaria e secondaria di tutto il comprensorio di Kemba. Il Lions Club Palermo dei Vespri ha fornito i nuovi libri di testo, creando la biblioteca.

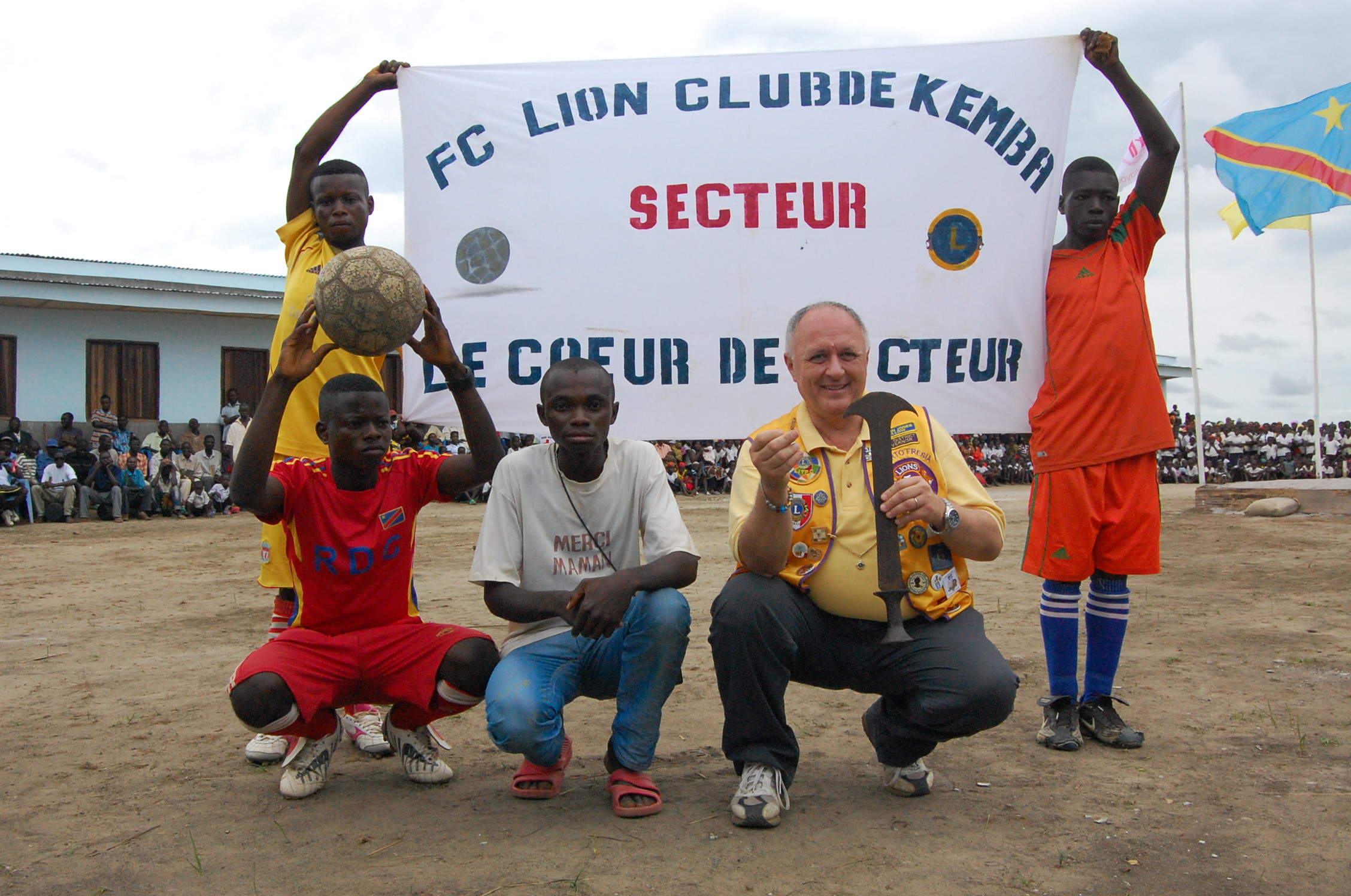
Roberto Fresia con quattro membri del club.

## Media
Il Lions Club è citato ironicamente da Renato Pozzetto nel film Io tigro, tu tigri, egli tigra del 1978.